# Travian
Travian ist ein Browserspiel und ein Massive Multiplayer Online Game, das von Travian Games entwickelt und betrieben wird. Es kombiniert Aufbauelemente mit Plünderungs- und Eroberungszügen. Thematisch orientiert sich Travian an der Zeit des Römischen Reiches. Der Spieler hat die Wahl zwischen drei Völkern mit verschiedenen Eigenschaften.
Travian ist in der ursprünglichen Form für den Spieler kostenlos. Durch kostenpflichtige Travian Plus- oder Travian Gold-Konten können weitere Funktionen freigeschaltet werden. Wie in klassischen Browserspielen üblich, werden die einzelnen Figuren nicht animiert. Der Spieler interagiert über eine grafische Oberfläche viel mehr mit einer Datenbank. Diese prüft beispielsweise ob die vorhandenen Rohstoffe für den Bau eines neuen Gebäudes ausreichen.

## Entstehung und Verbreitung

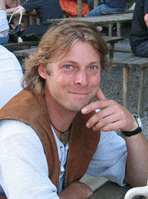
Oliver Eger, Illustrator von Travian

Entwickelt und veröffentlicht wurde Travian von Gerhard Müller im Jahr 2004. Seit Juli 2005 führt er das Projekt mit der eigens gegründeten Travian Games mit Sitz in München und 150 Mitarbeitern weiter.
Derzeit spielen nach Aussage der Betreiber weltweit über 5,2 Mio. Spieler Travian. Es wird in 51 Ländern und 43 verschiedenen Sprachen vermarktet. Jede Region hat ein eigenständiges Spiel, wodurch kein Kontakt mit Spielern aus anderen Sprachen nötig ist. Bei Versuchsspielen oder bei besonderem Interesse, wie z. B. der Start einer neuen Version, finden sich viele Spieler anderer Regionen in der betreffenden Welt. Außerdem verteilen sich die Spieler in Regionen mit großer Nachfrage auf mehrere unabhängige Spielwelten – in der deutschsprachigen Version derzeit zwölf. [Stand: Januar 2011].

## Das Spielprinzip
Der Spieler beginnt bereits mit einem Dorf. Dabei muss er sich für eines der drei Völker Römer, Gallier und Germanen entscheiden. Jedes Volk hat Vor- und Nachteile. Römer können beispielsweise infrastrukturelle Vorteile nutzen, Gallier besonders schnell reiten und Germanen besonders gut kämpfen. Dies stellt (neben dem Zeitalter) den größten Unterschied zu Mitbewerbern dar. 
Außer einem Hauptgebäude sind zu Beginn keine Gebäude vorhanden. Der Spieler kann auf dafür vorgesehenen Flächen zuerst einfache Gebäude bauen. Im Lauf des Spiels können diese Gebäude dann erweitert werden, um zum Beispiel die Produktivität zu erhöhen. Mit zunehmender Spielzeit ergeben sich weitere Beschränkungen (z. B. Lagerkapazitäten), die zuerst ausgebaut werden müssen, bevor eine weitere Entwicklungsstufe erreicht wird (Näheres unter Technologiebaum).
Auf Rohstofffeldern können die vier Rohstoffe Holz, Lehm, Eisen und Getreide abgebaut werden, die später als Nahrung, Baumaterial oder der Weiterverarbeitung dienen. Der Abbau erfolgt automatisch, nach einer festgelegten Quote pro Zeit, auch wenn der Spieler gerade nicht online ist. Nach dem Ausbau der ersten Gebäude kann der Spieler sich entscheiden, weiter zu siedeln, zu handeln oder zu plündern (d. h. kämpfen). Die Wahl der weiteren Gebäude und Ausbaustufen ändert sich dementsprechend. Nach einigen Wochen Spielzeit, wenn bestimmte Kriterien erfüllt sind, können weitere Dörfer gegründet oder Dörfer anderer Spieler erobert werden. Das Hauptdorf jedes Spielers ist jedoch uneinnehmbar, auch wenn es bei einem Angriff bis auf die Grundmauern zerstört wird.
Spielstrategien können sehr unterschiedlich sein. Es gibt sehr aggressive Spieler die Offer genannt werden oder aber auch defensiv ausgeprägte Spieler, die Deffer genannt werden. Wie in anderen Spielen auch, ist Farmen in Travian bekannt (d. h. das bewusste Kleinhalten schwächerer Gegner, um dort in regelmäßigen Abständen zu plündern).

## Allianzen
Allianzen sind in Travian Bündnisse von bis zu 60 Spielern, die sich zum gegenseitigen militärischen und ökonomischen Nutzen zusammenschließen. Allianzen sind von zentraler Bedeutung für die Strategie in Travian. Der Bau des Weltwunders und damit der Sieg ist ohne eine starke Allianz nicht möglich. Alliierte Mitspieler sichern den Sieg, indem sie militärische Unterstützung geben und den Bau des Weltwunders mit Rohstoffen finanzieren. Innerhalb einer Allianz können die Spieler gegenseitig ihre Kampfberichte einsehen. Sie haben ein gemeinsames Kommunikationssystem und zumeist ein externes Forum für die Diskussion von Strategie und Taktik und einen eigenen Chat.
Wie auch in anderen Spielen üblich, können Allianzen friedlich gesinnt sein, offiziell oder inoffiziell einem Bündnis oder Nichtangriffspakt zustimmen oder aber den Krieg erklären.

## Das Ende einer Spielrunde
Bereits gegen Mitte jeder Runde (bei der Travian Version 4 schon am Anfang) wird ein computergesteuertes Volk, die Nataren, in die Spielwelt gesetzt (als Deus ex machina). Jedes der Natarendörfer enthält ein Artefakt, das erobert werden kann. Diese Artefakte bringen für den Besitzer Boni im Spiel, wie zum Beispiel schnelleren Truppenbau, weniger Getreideverbrauch oder größere Lagerkapazitäten. Gegen Ende der Runde werden dreizehn neue Natarendörfer in die Spielwelt gesetzt, die die Möglichkeit zum Weltwunderbau beinhalten. Obwohl die Truppen der Nataren sehr vielzählig und stark sind, werden meistens innerhalb der ersten Tage alle Natarendörfer erobert. Nach der Besetzung eines ihrer dreizehn Dörfer kann der siegreiche Eroberer dort ein Weltwunder errichten und damit das Spiel gewinnen. Die Nataren greifen in regelmäßigen Abständen alle Weltwunder an, andere Dörfer werden von ihnen jedoch nicht angegriffen. 
Bis zum Rundenende dauert es dann oft weitere zwei bis drei Monate, da Spieler anderer Allianzen immer wieder versuchen, fremde Weltwunder am Aufbau zu hindern oder zu zerstören. Für den Sieg sind ein mächtiges Imperium (im militärischen wie im ökonomischen Sinne) und eine starke Allianz nötig. Ist das Weltwunder bei Stufe 100 angekommen, ist die Runde zu Ende. Nach einigen Tagen werden die Konten vom Server entfernt. Es kommt zum Neustart.

## Kosten/Finanzierung
Die Spielserver werden durch Werbebanner und zwei Formen erweiterter Konten finanziert.
Die „Travian Plus“ genannten kostenpflichtigen Konten schalten zusätzliche Übersichts- und Bedienfunktionen frei. „Travian Gold“ bietet dem Spieler Vorteile bei der Rohstoffproduktion. Die Community bemängelt, dass „Gold“-Konten einzelne Spieler übermäßig bevorteilen und das Spielgeschehen beeinflussen. travian.org war lange Zeit weltweit der einzige Server, der auf dieses Angebot verzichtete. Mittlerweile wurde travian.org eingestellt.

## Auszeichnungen
- 2006 – bestes großes Browserspiel in der Kategorie über 10.000 Spieler beim Superbrowsergame Award von Gamesdynamite
- 2009 – Nominierung in der Kategorie Online- oder Browser-Game beim Computec BÄM!-Award[7]
- Februar 2011 – Browsergame of the Year 2011 in der Kategorie Best classic game[1]
- 2011 – Award für den Best German Publisher der German Developer Awards